# آیت فسکة
ایت فاسکا (به فرانسوی: Ait Faska) یک منطقهٔ مسکونی در مراکش است که در مراکش تانسیفت الحوز واقع شده‌است.

## خصوصیات
ایت فاسکا ۱۹٬۲۳۹ نفر جمعیت دارد.